# Viktor Huszár
Viktor Dénes Huszár (maďarsky Huszár Viktor Dénes; * 8. května 1985) je maďarský filmový producent, politik a sportovní funkcionář, jeden ze zakladatelů stolního nohejbalu (Teqball) a prezident International Teqball Federation.

## Politická kariéra
Od roku 2022 je aktivní v maďarské politice. Nejprve se stal místopředsedou, v dubnu 2024 i předsedou Hnutí řešení (Megoldás Mozgalom), za které neúspěšně kandidoval i v maďarských parlamentních volbách roku 2022. Ve volbách do Evropského parlamentu v roce 2024 je lídrem kandidátky Hnutí řešení (MEMO).
Vedle rodné maďarštiny hovoří také anglicky (NATO STANAG 6001), nizozemsky, německy a španělsky.

## Ocenění
- ISPO Díj (2015)
- IF-Termékdizájndíj (2018)
- A Design Management Díj (2019)
- Magyar Formatervezési Díj (2019)
- Červená tečka – ocenění za design (2019)
- Németh Angéla Érdemérem (2020)